# Lyconus brachycolus
Lyconus brachycolus is een straalvinnige vissensoort uit de familie van heken (Merlucciidae). De wetenschappelijke naam van de soort is voor het eerst geldig gepubliceerd in 1906 door Holt & Byrne.